# Rapilly
Rapilly é uma comuna francesa na região administrativa da Normandia, no departamento Calvados. Estende-se por uma área de 4,18 km². Em 2010 a comuna tinha 48 habitantes (densidade: 11,5 hab./km²).